# Тадаши Абе
Тадаши Абе (рођен 1943) је јапански аматерски астроном који је предавао у средњој школи од 1966. до 2004. Значајан је по својим опсервативним истраживањима у пољу астрономске фонометрије, произвевши низ научних радова и теза на основу својих истраживања.
Мала планета 12787 Абетадаши је названа у његову част.